# تندو داگ
تندو داگ (به انگلیسی: Tendo Dag) یک منطقهٔ مسکونی در پاکستان است که در خیبر پختونخوا واقع شده‌است.